# Carlos Oliveira (labdarúgó)
Carlos Oliveira (? – ?), kubai válogatott labdarúgó.
A kubai válogatott tagjaként részt vett az 1938-as világbajnokságon.

## Külső hivatkozások
- Carlos Oliveira (labdarúgó) – a FIFA adatbázisában